# Roger Sadrin
Roger Sadrin, pseudonyme de Alexandre Cibot, né le 8 juin 1878 à Paris et mort le 3 avril 1958 au Kremlin-Bicêtre, est un ouvrier menuisier, militant anarchiste, syndicaliste et antimilitariste, collaborateur de plusieurs journaux libertaires en France.

## Biographie
Anarchiste, il s'engage dans la bataille dreyfusarde avec Émile Janvion. En juin 1899, il participe avec Ernest Girault et Francis Prost, à un meeting proclamant que l’engagement des libertaires ne doit pas les conduire à défendre la République.
Sous son vrai nom de Cibot, il est en octobre 1904, gérant du journal d'Émile Janvion, L'Ennemi du peuple, dans lequel il signe ses articles Roger Sadrin. Il écrit également dans Le Flambeau de Georges Butaud et Le Pétard de Claude Lafond.
En octobre 1905, une affiche de l’Association internationale antimilitariste (AIA) intitulée « Appel aux conscrits » est placardée sur les murs de Paris. Le texte, violemment antimilitariste et antipatriote, appelle les conscrits à tourner leurs fusils vers les « soudards galonnés » plutôt que vers les grévistes, et appelle à la « grève immédiate » et à l’« insurrection » au jour d’une éventuelle déclaration de guerre.
L’affiche est signée de 31 noms dont Miguel Almereyda, Victor Camus, Amilcare Cipriani, Émile Coulais, Charles Desplanques, Auguste Garnery, Louis Grandidier, Jules Le Guéry, Eugène Merle, Félicie Numietska, Émile Pataud, Louis Perceau, Lazare Rogeon, Han Ryner, Roger Sadrin, Laurent Tailhade et Georges Yvetot.
Vingt-huit des signataires (Han Ryner, Lefèvre et Laurent Tailhade ne sont pas poursuivis) sont inculpés. Le procès se déroule du 26 au 30 décembre 1905. Cibot, est condamné à trois ans de prison. À l’audience, il s’est écrié : « À bas l’armée ! À bas la Patrie ! »
En avril 1906, il contribue au no 263 de L'Assiette au beurre titré « La liberté » et réalisé en partie avec des textes d'incarcérés « dans les prisons de la République ».